# Jogos da Micronésia de 2010
Os Jogos da Micronésia de 2010 foram a sétima edição do evento multiesportivo, realizado em Palau. Em abril de 2008, as Ilhas Marshall, então sede do evento, renunciou o direito de sediar os Jogos, devido a falta de instalações. Após, Palau fora escolhida para abrigar o evento.

## Países participantes
10 seleções participaram do evento:
- Chuuk
- Guam
- Ilhas Marshall
- Kosrae
- Marianas Setentrionais
- Palau
- Pohnpei
- Yap

## Esportes
15 modalidades formaram o programa dos Jogos:
| - Atletismo - Basquetebol - Beisebol - Canoagem - Halterofilismo - Lutas - Micro All-Around - Natação | - Pesca submarina - Softball - Tênis - Tênis de mesa - Triatlo - Voleibol - Voleibol de praia |

## Quadro de medalhas
| Ordem | País                   | Medalha de ouro | Medalha de prata | Medalha de bronze | Total |
| ----- | ---------------------- | --------------- | ---------------- | ----------------- | ----- |
| 1     | Palau                  | 54              | 44               | 31                | 129   |
| 2     | Marianas Setentrionais | 44              | 23               | 25                | 92    |
| 3     | Guam                   | 20              | 25               | 21                | 66    |
| 4     | Ilhas Marshall         | 19              | 18               | 20                | 57    |
| 5     | Yap                    | 13              | 11               | 15                | 39    |
| 6     | Pohnpei                | 12              | 15               | 19                | 46    |
| 7     | Chuuk                  | 8               | 7                | 8                 | 23    |
| 8     | Kosrae                 |                 | 1                | 12                | 13    |